# Йорктаун (Виргиния)
Йорктаун (Yorktown) — статистически обособленная местность в округе Йорк, штат Вирджиния, США. Население составляет 220 человек по переписи 2000 года. Йорк — административный центр округа, одного из восьми «графств», сформированных в колонии Вирджиния в 1634 году.
Город известен в основном как место осады и последующей капитуляции генерала Корнуоллиса генералу Джорджу Вашингтону во время американской войны за независимость 19 октября 1781. Поражение у Йорктауна явилось тяжелейшим ударом для Англии, предрешившим исход войны, и последним крупным сражением на суше. Йорктаун снова оказался в районе боевых действий во время американской гражданской войны (1861—1865).
Наряду с Уильямсбергом и Джеймстауном Йорктаун входит в так называемый Исторический треугольник Виргинии.

## История
Йорктаун, названный по имени древнего английского города Йорка в Йоркшире, был основан в 1691 как порт для отгрузки табака в Европу. Адвокат Томас Баллард был основным основателем города наряду с Джозефом Рингом. Город называли «Йорк» до окончания американской войны за независимость, когда вошло в оборот название «Йорктаун».
Город достиг высоты своего успеха приблизительно в 1750, когда у него было 250—300 зданий и население почти 2 000 человек. Это была база британского генерала Чарльза Корнуоллиса во время осады 1781 года, которая была последним главным сражением американской войны за независимость.
Во время Кампании на Полуострове (1862) американской гражданской войны, город был захвачен федеральной армией после осады и сражения у Йорктауна. Потомакская армия стала использовать его в качестве базы снабжения.
Памятник Победе под Йорктауном сейчас расположен несколько в стороне от города. Он был спроектирован Нью-Йоркским архитектором Ричардом Моррисом Хантом и первоначально был увенчан статуей победы (Джона Квинси Адамса Варда), но статуя была разрушена молнией в 1942. Памятник был заменен Оскаром Дж. В. Хансен в 1957.